# Michelangelo Albertazzi
Michelangelo Albertazzi (Bologna, 7 gennaio 1991) è un ex calciatore italiano, di ruolo difensore.

## Caratteristiche tecniche
Mancino naturale, è un difensore centrale capace di ricoprire anche il ruolo di terzino sinistro.

## Carriera

### Club

#### Bologna
Cresciuto nel settore giovanile del Bologna, dopo che il giocatore rinuncia a un'offerta economicamente allettante da parte dell'Arsenal, pronto ad offrirgli 250 000 euro all'anno per 3 stagioni, appena compiuti sedici anni la società gli propone un contratto da professionista e riceve la sua prima convocazione in Serie B per la partita Treviso-Bologna del 26 maggio 2007. Da allora riceverà altre convocazioni in prima squadra, senza mai scendere in campo.

#### Milan
Ad agosto dello stesso anno, il Milan ne acquista la metà del cartellino per un milione di euro, lasciandolo crescere in Emilia per un altro anno. A gennaio, però, il ragazzo si aggrega alla Primavera dei rossoneri per il Torneo di Viareggio 2008 e le due società si accordano sul passaggio a titolo definitivo alla squadra milanese.
Nel 2009 scende in campo nella finale di ritorno del Campionato Berretti 2008-2009 vinta contro la Juventus e con la Primavera dei rossoneri vince la Coppa Italia Primavera 2009-2010.

#### Getafe e Varese
Il 29 giugno 2011 viene acquistato in prestito dal Getafe. Mai impiegato dal tecnico della squadra spagnola Luis García, il 30 gennaio 2012 termina anticipatamente il periodo in prestito al Getafe e rientra al Milan che il giorno seguente lo gira in prestito al Varese. Il 1º maggio 2012 fa il suo esordio in maglia biancorossa e tra i professionisti nella partita valida per la 38ª giornata della Serie B 2011-2012 Varese-Nocerina, terminata 2-1.

#### Hellas Verona
Il 30 giugno 2012 rientra per fine prestito al Milan che il 31 luglio seguente lo gira in prestito con diritto di riscatto della compartecipazione al Verona. Esordisce con la squadra veneta il 18 agosto 2012 nella gara valevole per il terzo turno della Coppa Italia 2012-2013, finita 1-1 e vinta poi ai rigori. L'8 dicembre seguente ha segnato il suo primo gol in carriera nella partita vinta per 3-1 contro l'Ascoli. Ha terminato la stagione con la promozione in Serie A grazie al secondo posto ottenuto dall'Hellas nel campionato di Serie B, nel quale ha disputato 12 partite. Il 12 luglio 2013 viene riscattato dai gialloblù, che divengono comproprietari del suo cartellino.
Il 24 agosto seguente fa il suo esordio nella massima serie italiana, in occasione del match valevole per la prima giornata vinto per 2-1 proprio contro il Milan. Nella prima stagione in Serie A disputa 15 gare alle quali se ne aggiungono altre 2 in Coppa Italia.

#### Ritorno al Milan
Il 20 giugno 2014 ritorna di proprietà del Milan dopo la risoluzione della compartecipazione alle buste. Sceglie di indossare la maglia numero 14.
Il 27 gennaio 2015 esordisce con la maglia rossonera nella partita valevole per i quarti di finale di Coppa Italia contro la Lazio.

#### Ritorno all'Hellas Verona
Il 30 luglio 2015 torna al Verona a titolo definitivo, firmando un contratto triennale fino al giugno 2018. Nel 2016 subisce la rottura del legamento crociato di un ginocchio che lo costringe a saltare la stagione. Messo fuori rosa nella stagione 2017-2018 «per inidoneità atletica e tecnico-tattica», vince la causa di reintegro. La società non ottempera al reintegro e quindi nel gennaio 2018 si svincola d'ufficio con un risarcimento.

#### Livorno
Nell'estate 2018 firma con il Livorno per un anno, ma disputa solo quattro partite e a fine stagione rimane di nuovo svincolato.

### Nazionale
La sua prima convocazione in una Nazionale giovanile, e la sua prima presenza è stata nell'ottobre 2005 per la partita amichevole dell'Italia Under-16 contro i pari età dell'Austria, la seconda presenza, sempre con l'Under-16, è datata 24 gennaio 2006 nella seconda Portogallo-Italia, durante il secondo impegno stagionale dell'Under 16. A 17 anni il tecnico Rocca lo convoca per l'Europeo Under-19 del 2008, dove l'Italia viene sconfitta in finale dalla Germania.
Nel 2009 è titolare della Nazionale Under-20 ai Giochi del Mediterraneo, dove vince la medaglia d'argento, e ai Mondiali Under-20. Nei Mondiali di categoria disputa 5 partite realizzando due gol, uno nella seconda partita della fase a gironi contro Trinidad e Tobago (2-1) e l'altro nella partita successiva contro l'Egitto (2-4) e venendo espulso al 115º minuto del quarto di finale perso ai supplementari contro l'Ungheria.
Nel luglio 2010 fa parte della selezione che disputa l'Europeo Under-19 in Francia. Durante la manifestazione, che vede la Nazionale italiana Under-19 eliminata al primo turno, gioca le prime due partite della fase a gironi mentre è costretto a saltare la terza e ultima per squalifica a causa dell'espulsione ricevuta nella gara precedente contro la Croazia.

## Statistiche

### Presenze e reti nei club
| Stagione             | Squadra              | Campionato           | Campionato | Campionato | Coppe nazionali | Coppe nazionali | Coppe nazionali | Coppe continentali | Coppe continentali | Coppe continentali | Altre coppe | Altre coppe | Altre coppe | Totale | Totale |
| Stagione             | Squadra              | Comp                 | Pres       | Reti       | Comp            | Pres            | Reti            | Comp               | Pres               | Reti               | Comp        | Pres        | Reti        | Pres   | Reti   |
| -------------------- | -------------------- | -------------------- | ---------- | ---------- | --------------- | --------------- | --------------- | ------------------ | ------------------ | ------------------ | ----------- | ----------- | ----------- | ------ | ------ |
| 2011-gen. 2012       | Getafe               | PD                   | 0          | 0          | CR              | 0               | 0               | -                  | -                  | -                  | -           | -           | -           | 0      | 0      |
| gen.-giu. 2012       | Varese               | B                    | 2          | 0          | CI              | 0               | 0               | -                  | -                  | -                  | -           | -           | -           | 2      | 0      |
| 2012-2013            | Verona               | B                    | 11         | 1          | CI              | 3               | 0               | -                  | -                  | -                  | -           | -           | -           | 14     | 1      |
| 2013-2014            | Verona               | A                    | 15         | 0          | CI              | 2               | 0               | -                  | -                  | -                  | -           | -           | -           | 17     | 0      |
| 2014-2015            | Milan                | A                    | 0          | 0          | CI              | 1               | 0               | -                  | -                  | -                  | -           | -           | -           | 1      | 0      |
| 2015-2016            | Verona               | A                    | 10         | 0          | CI              | 0               | 0               | -                  | -                  | -                  | -           | -           | -           | 10     | 0      |
| 2016-2017            | Verona               | B                    | 0          | 0          | CI              | 0               | 0               | -                  | -                  | -                  | -           | -           | -           | 0      | 0      |
| 2017-gen. 2018       | Verona               | A                    | 0          | 0          | CI              | 0               | 0               | -                  | -                  | -                  | -           | -           | -           | 0      | 0      |
| Totale Hellas Verona | Totale Hellas Verona | Totale Hellas Verona | 36         | 1          |                 | 5               | 0               |                    | -                  | -                  |             | -           | -           | 41     | 1      |
| 2018-2019            | Livorno              | B                    | 4          | 0          | CI              | 2               | 0               | -                  | -                  | -                  | -           | -           | -           | 6      | 0      |
| Totale carriera      | Totale carriera      | Totale carriera      | 42         | 1          |                 | 8               | 0               |                    | -                  | -                  |             | -           | -           | 50     | 1      |

## Palmarès

### Club

#### Competizioni giovanili
- Campionato nazionale Dante Berretti: 1

Milan: 2008-2009
- Coppa Italia Primavera: 1

Milan: 2009-2010